# 韋洛爾縣

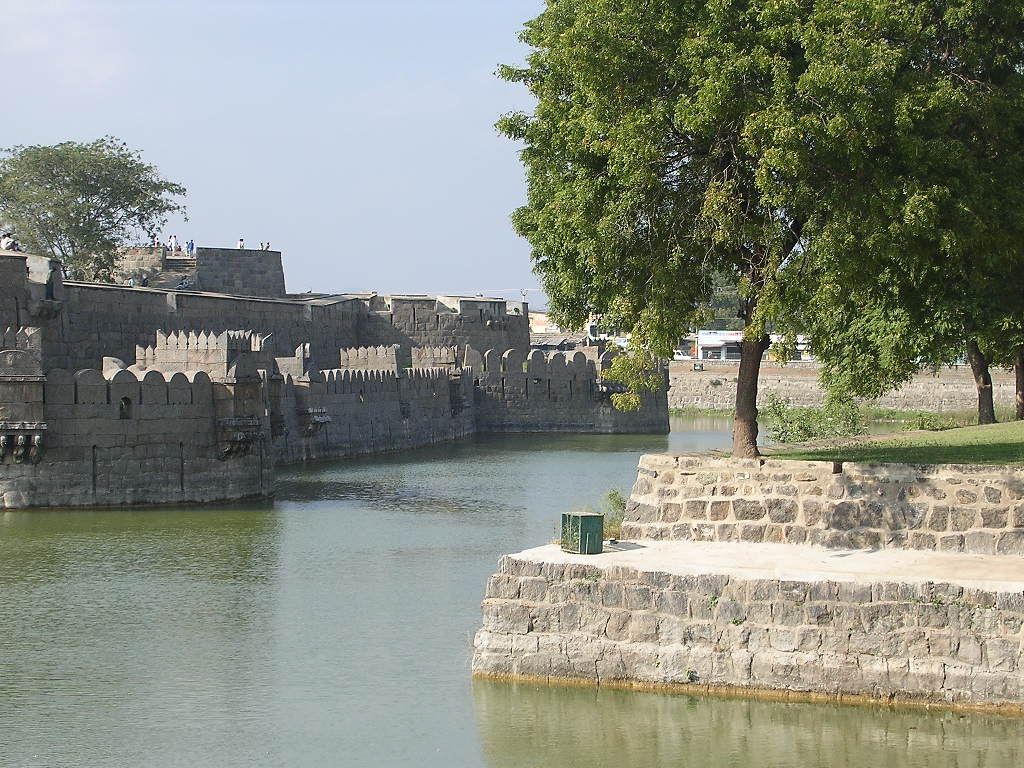

韋洛爾縣是印度的一個縣，位於該國南部，由泰米爾納德邦負責管轄，面積6,077平方公里，每年平均降雨量917毫米，識字率為79.65%，2011年人口3,928,106，人口密度每平方公里646人。

## 外部連結
- Vellore District
- Tirupattur Information
- （页面存档备份，存于） all about vellore,vellore news